# Anthony Perkins
Anthony Richard Perkins (Nova York, 4 de abril de 1932 – Los Angeles, 12 de setembro de 1992) foi um ator norte-americano, imortalizado por sua performance como Norman Bates no filme Psycho (1960) de Alfred Hitchcock. Em 2003, o American Film Institute classificou Norman Bates como o segundo maior vilão da história do cinema, e sua frase "o melhor amigo de um menino é sua mãe" foi listada na posição 56 das maiores citações do cinema. Ele reviveu o personagem nas três sequências distribuídas pela Universal Pictures.
Sua estreia no cinema foi no filme The Actress (1953), de George Cukor. Seu segundo papel no cinema foi no filme Friendly Persuasion (1956), tendo recebido sua primeira e única indicação ao Oscar  por esta produção em 1957. Durante a década de 1950, ele estrelou filmes como Fear Strikes Out (1957), retratando a vida de Jimmy Piersall nos cinemas, The Tin Star (1957), ao lado de Henry Fonda, Desire Under the Elms (1958), com Sophia Loren, The Matchmaker (1958), com Shirley Booth, Green Mansions (1959), com Audrey Hepburn e Tall Story (1960), com Jane Fonda. Em 1964, atuou com Brigitte Bardot no filme Une ravissante idiote, dirigido por  Édouard Molinaro.

## Biografia

### 1932–1950: Infância e adolescência
Anthony Perkins nasceu em Nova York, em 4 de abril de 1932. Filho do ator de palco Osgood Perkins, que atuou em Scarface, e Janet Rane. Quando jovem, Perkins afirmou ter tido um relacionamento tenso com seus pais e sentir profunda angústia sobre a morte de seu pai quando ele tinha apenas 5 anos de idade. Foi criado pela mãe, que ele mesmo definiu uma vez como "muito possessiva e bastante problemática". Aos 15 anos, Perkins se juntou aos Actors Equity e começou a atuar em produções teatrais, eventualmente, participou de Rollins College e da Universidade de Columbia, tendo se mudado para Boston em 1942.

## Carreira

### 1953-1959: Estreia no cinema e indicação ao Óscar

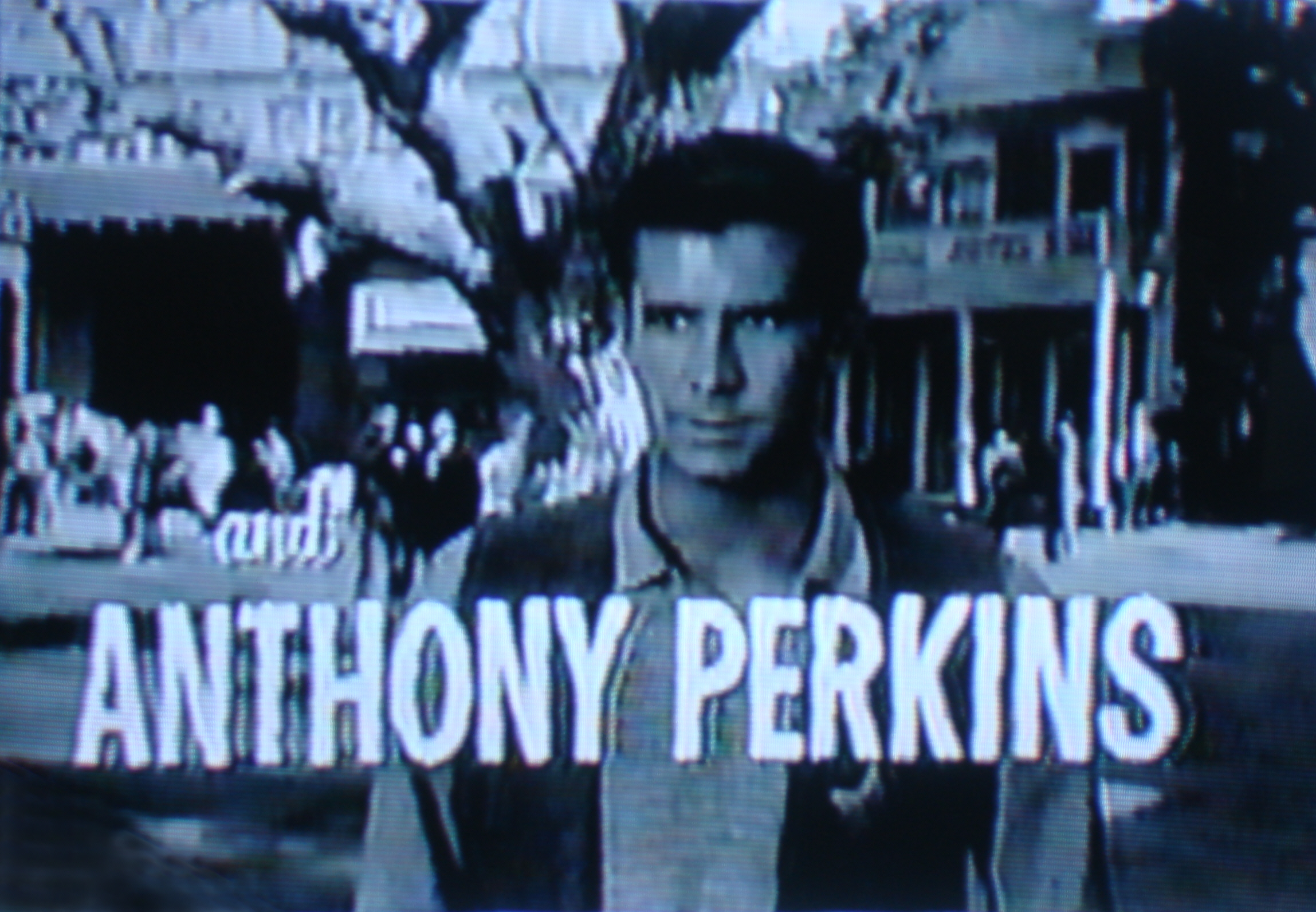
Anthony Perkins no trailer de The Tin Star de (1957).

Ele fez sua estreia no cinema em The Actress (1953), co-estrelando com Jean Simmons e Spencer Tracy, e passou a participar de produções para a televisão e teatro, ganhando elogios por sua estreia na Broadway em 1954, na peça Tea and Sympathy. Perkins também começou a estabelecer-se como um cantor, usando o codinome Tony Perkins. Em 1957, ele recebeu uma indicação ao Óscar, na categoria de melhor ator coadjuvante, por sua atuação em Friendly Persuasion de William Wyler.
A partir de então estrelou filmes como Fear Strikes Out (1957), The Tin Star (1957), Desire Under the Elms (1958), aqui ao lado de Sophia Loren, The Matchmaker (1958), Green Mansions (1959) e Tall Story (1960). Nestes filmes Perkins atuou ao lado de grandes nomes como Audrey Hepburn, Shirley Booth, Sophia Loren e Jane Fonda, filha de Henry Fonda.

### 1960-1980: Psicose e auge da carreira

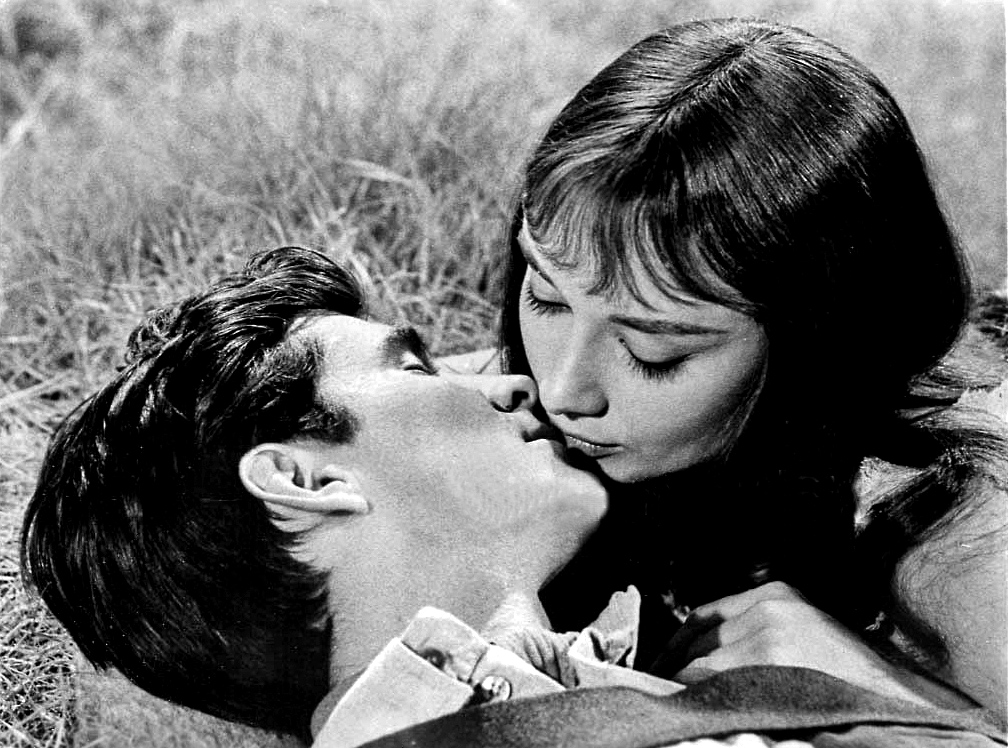
Audrey Hepburn com Perkins em Green Mansions de 1959.

Em 1960, Perkins entrou para a galeria dos grandes nomes de Hollywood, ao interpretar Norman Bates (um assassino em série baseado em Ed Gein) no clássico do suspense Psycho de Alfred Hitchcock. O filme foi um sucesso comercial e de crítica, e Perkins ganhou fama internacional. Por seu desempenho Perkins, ganhou o prêmio de Melhor Ator do Conselho Internacional de Cinematográficas revisores. O filme teve três continuações, Psycho II (1983), Psycho III (1986) e a última Psycho IV: The Beginning (1990). A partir de Psicose ele passou a interpretar só personagens neuróticos ou atormentados, com grandes problemas psicológicos como em Crimes of Passion, (1984), e Dr. Jekyll e Mr. Hyde, (1989). Em 1961, Perkins venceu o prêmio de Melhor Ator no Festival de Cannes, por sua atuação em Goodbye Again ao lado de Ingrid Bergman. Em 1966 atuou ao lado de Charmian Carr no musical Evening Primrose.

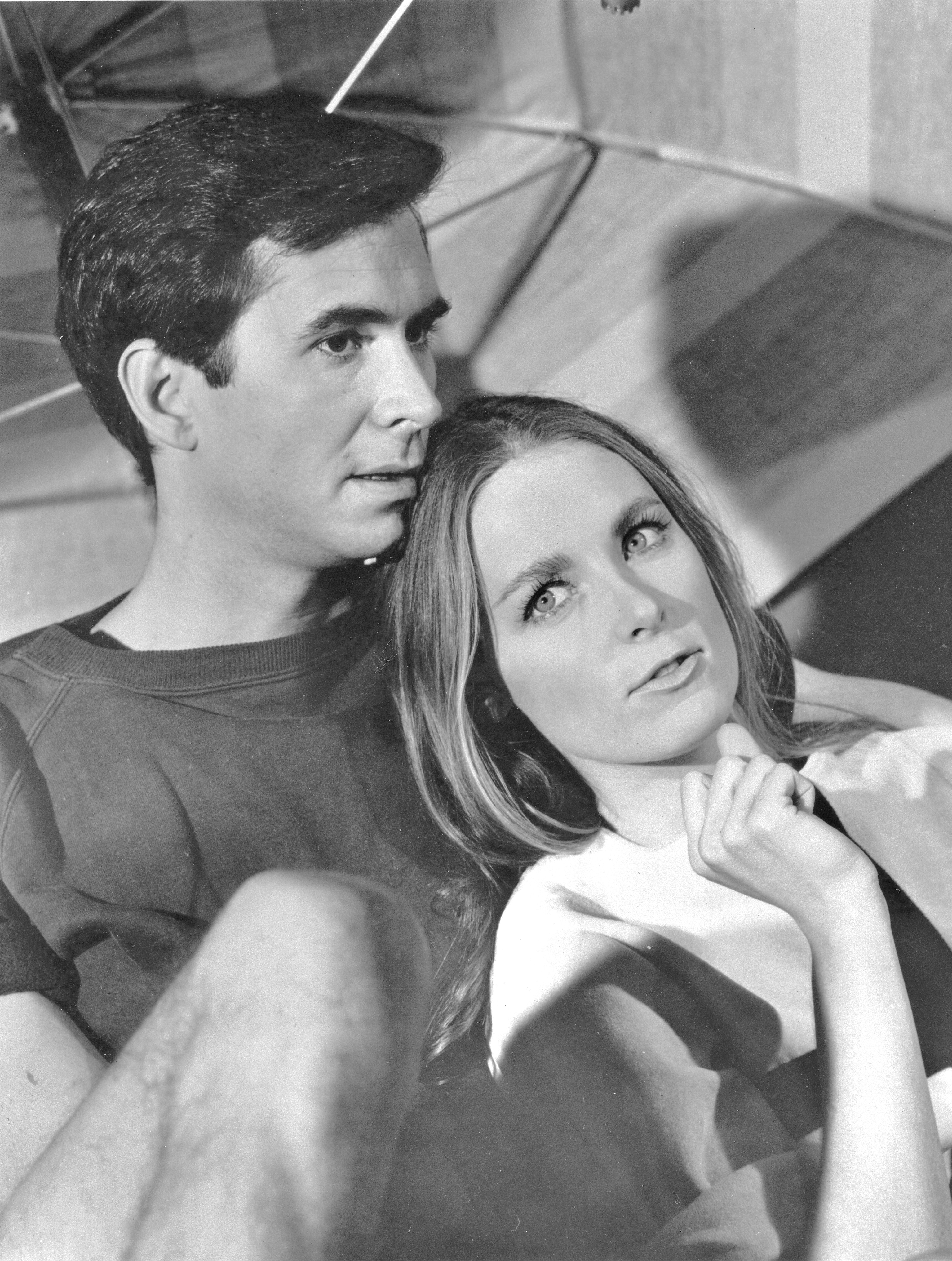
Perkins com Charmian Carr em Evening Primrose de 1966.

Depois disso veio uma carreira de sucesso na Europa, incluindo o papel de Joseph K. em The Trial (1962). Ao retornar aos Estados Unidos, ele assumiu o papel de um jovem assassino perturbado em Pretty Poison (1968) ao lado da linda atriz, e símbolo sexual na época, Tuesday Weld. Em 1970 atuou no filme Catch-22. Perkins co-escreveu, com o compositor Stephen Sondheim, para o roteiro do filme de The Last of Sheila, para o qual recebeu em 1974 um Edgar Award do Mystery Writers of America de Melhor Roteiro. Em 1972, ele apareceu em The Life and Times of Judge Roy Bean, e foi uma das muitas estrelas que aparecem no Hit Murder on the Orient Express em 1974.
Em 1974, Perkins interpretou o papel principal no drama romântico Lovin' Molly com Blythe Danner e Susan Sarandon. Perkins também sediou na televisão no Saturday Night Live em 1976 e foi destaque em seu único filme de ficção científica, The Black Hole em 1979. Suas atuações na Broadway, também incluiu Neil Simon na comédia The Girl Star-Spangled, Frank Loesser e Greenwillow (1960), para o qual ele foi nomeado para o Tony Award de Melhor Ator em Musical.

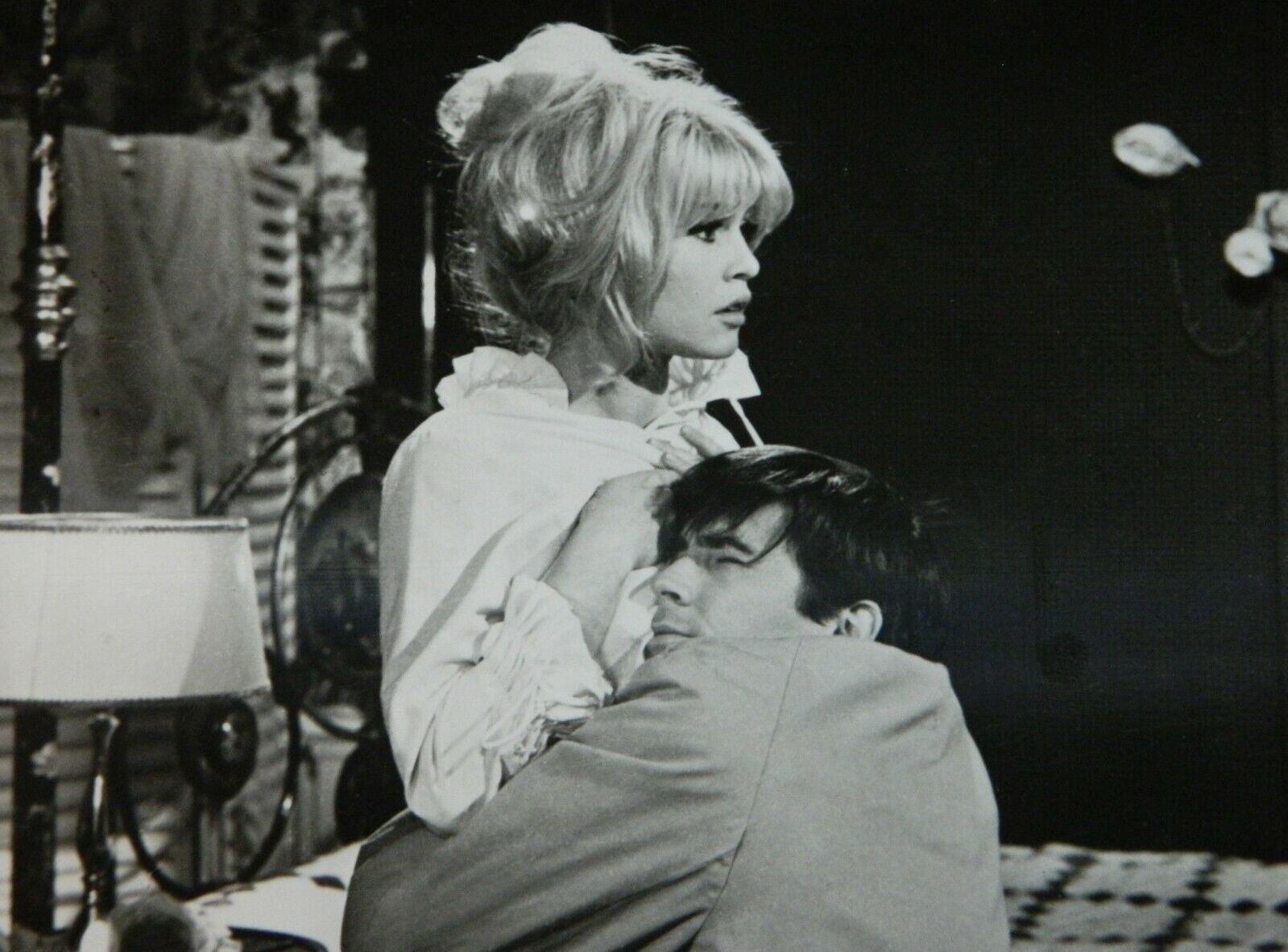
Perkins com Brigitte Bardot em cena do filme francês Une ravissante idiote, 1964

Perkins detêm duas estrelas na Calçada da Fama de Hollywood, uma honra que ele recebeu por suas contribuições influentes e excepcionais para a indústria cinematográfica e televisa. Uma está localizada na 6801, e a outra na 6821 da Hollywood Boulevard em Hollywood, Califórnia. Em 1991, Perkins foi homenageado com o Donostia Lifetime Achievement Award no San Sebastián International Film Festival. Embora ele estivesse lutando contra a AIDS, o ator apareceu em oito produções para a televisão, entre 1990 e 1992, incluindo Daughter of Darkness (1990), com Mia Sara e The Naked Alvo (1992), com Roddy McDowall.
Ele fez sua última aparição em Deep Woods (1992), com Rosanna Arquette. Perkins havia concordado em fornecer a voz para o papel do cirurgião-dentista, Dr. Wolfe, em The Simpsons no episódio "Last Exit to Springfield", depois que Anthony Hopkins e Clint Eastwood recusaram, mas ele morreu antes que pudesse gravar. O personagem foi dublado por Hank Azaria.
Prêmios: Balões de Ouro, 1957. Melhor actor promessa (ex aequo) Festival de Cannes, 1961. Melhor actor: Goodbye AgainFestival Internacional de San Sebastián, 1991. Prêmio Donostia.

## Vida pessoal

### Relacionamentos
Apesar de ser homossexual, o ator foi casado com a bailarina Berry Berenson, irmã da atriz Marisa Berenson.[carece de fontes?] Teve com ela dois filhos, o também ator Osgood Perkins, mais conhecido como Oz Perkins, nascido em 1974, e o músico Elvis Perkins, nascido em 1976. Sua esposa, a atriz Berry Berenson, foi uma das vítima do Voo American Airlines 11, que foi sequestrado por terroristas islâmicos durante os Ataques de 11 de setembro de 2001 e lançado contra a torre norte do World Trade Center.
De acordo com uma biografia não autorizada por Charles Winecoff, ele teve casos com o dançarino Christopher Makos, o ator Tab Hunter, o bailarino Rudolf Nureyev, o letrista Stephen Sondheim e o bailarino Grover Dale, antes de se casar com Berenson. Ele teve sua primeira experiência intima heterossexual em 1972 com a idade de 39 anos, enquanto trabalhava no filme The Life and Times of Judge Roy Bean com uma atriz que também apareceu no filme. Perkins se recusou a identificar a atriz, mas "outras fontes" identificaram-la como Victoria Principal. O diretor  do filme confirmou o fato em uma entrevista sobre Perkins para a revista People.

### Timidez
Certa vez, ele disse que se sentia muito nervoso em torno de mulheres, e resistiu a atrizes como Jane Fonda e Brigitte Bardot, que tinham tentado seduzi-lo durante sua juventude. Ele era um ator muito tímido, especialmente na companhia das mulheres.

### Morte
Perkins morreu em sua residência na Hollywood Hills em 12 de setembro de 1992, vítima de complicações decorrentes relacionadas com a AIDS e pneumonia. Foi cremado.

## Filmografia
| Ano  | Título                               | Papel                                           | Notas                                       |
| ---- | ------------------------------------ | ----------------------------------------------- | ------------------------------------------- |
| 1953 | The Actress                          | Fred Whitmarsh                                  |                                             |
| 1956 | Friendly Persuasion                  | Josh Birdwell                                   | Indicado - Óscar de melhor ator coadjuvante |
| 1957 | Fear Strikes Out                     | Jim Piersall                                    |                                             |
| 1957 | The Lonely Man                       | Riley Wade                                      |                                             |
| 1957 | The Tin Star                         | Sheriff Ben Owens                               |                                             |
| 1958 | This Angry Age                       | Joseph Dufresne                                 |                                             |
| 1958 | Desire Under the Elms                | Eben Cabot                                      |                                             |
| 1958 | The Matchmaker                       | Cornelius Hackl                                 |                                             |
| 1959 | Green Mansions                       | Abel                                            |                                             |
| 1959 | On the Beach                         | Lt. Peter Holmes - Royal Australian Navy        |                                             |
| 1960 | Tall Story                           | Ray Blent                                       |                                             |
| 1960 | Psycho                               | Norman Bates                                    |                                             |
| 1961 | Goodbye Again                        | Philip Van der Besh                             | Festival de Cannes de Melhor Ator           |
| 1962 | Phaedra                              | Alexis                                          |                                             |
| 1962 | Five Miles to Midnight               | Robert Macklin                                  |                                             |
| 1962 | The Trial (1962)                     | Josef K                                         |                                             |
| 1963 | Le glaive et la balance              | Needa                                           |                                             |
| 1964 | Une ravissante idiote                | Harry Compton/Nicholas Maukouline               |                                             |
| 1965 | The Fool Killer                      | Milo Bogardus                                   |                                             |
| 1966 | Is Paris Burning?                    | Sgt. Warren                                     |                                             |
| 1966 | Evening Primrose                     | Charles Snell                                   | Filme para TV                               |
| 1967 | The Champagne Murders                | Paul Wagner                                     |                                             |
| 1968 | Pretty Poison                        | Dennis Pitt                                     |                                             |
| 1970 | Catch-22                             | Chaplain Capt. A.T. Tappman                     |                                             |
| 1970 | WUSA                                 | Morgan Rainey                                   |                                             |
| 1970 | How Awful About Allan                | Allan                                           | Filme para TV                               |
| 1971 | Someone Behind the Door              | Maggie Petroceli                                |                                             |
| 1971 | Ten Days' Wonder                     | Charles Van Horn - le fils déséquilibré de Théo |                                             |
| 1972 | Play It as It Lays                   | B. Z. Mendenhall                                |                                             |
| 1972 | The Life and Times of Judge Roy Bean | Reverend LaSalle                                |                                             |
| 1974 | Lovin' Molly                         | Gid                                             |                                             |
| 1974 | Murder on the Orient Express         | McQueen                                         |                                             |
| 1975 | Mahogany                             | Sean                                            |                                             |
| 1978 | Remember My Name                     | Neil Curry                                      |                                             |
| 1978 | First, You Cry                       | Arthur Heroz                                    | Filme para TV                               |
| 1978 | Les Misérables                       | Javert                                          | Filme para TV                               |
| 1979 | Winter Kills                         | John Cerruti                                    |                                             |
| 1979 | Twee vrouwen                         | Alfred                                          |                                             |
| 1979 | The Black Hole                       | Dr. Alex Durant                                 |                                             |
| 1980 | Deadly Companion                     | Lawrence Miles                                  |                                             |
| 1980 | North Sea Hijack                     | Kramer                                          |                                             |
| 1983 | For the Term of His Natural Life     | Rev James North                                 | Filme para TV                               |
| 1983 | The Sins of Dorian Gray              | Henry Lord                                      | Filme para TV                               |
| 1983 | Psycho II                            | Norman Bates                                    |                                             |
| 1984 | The Glory Boys                       | Jimmy                                           | Filme para TV                               |
| 1984 | Crimes of Passion                    | Rev. Peter Shayne                               |                                             |
| 1986 | Psycho III                           | Norman Bates                                    | Indicado - Saturn Awards de Melhor Ator     |
| 1987 | Napoleon and Josephine: A Love Story | Talleyrand                                      |                                             |
| 1988 | Destroyer                            | Robert Edwards                                  |                                             |
| 1989 | Edge of Sanity                       | Dr. Henry Jekyll / Jack 'The Ripper' Hyde       |                                             |
| 1990 | Daughter of Darkness                 | Anton/Prince Constantine                        | Filme para TV                               |
| 1990 | I'm Dangerous Tonight                | Prof. Buchanan                                  | Filme para TV                               |
| 1990 | Psycho IV: The Beginning             | Norman Bates                                    | Filme para TV                               |
| 1991 | A Demon in My View                   | Robert Edwards                                  |                                             |
| 1992 | The Naked Target                     | El Mecano                                       |                                             |
| 1992 | In the Deep Woods                    | Paul Miller, P.I.                               | Filme para TV                               |